# Дели Йован
Дели Йован (на сръбски: Дели Јован или Deli Jovan) е средно висока планина в Източна Сърбия, на 250 км от Белград, в близост до Бор и Неготин. Най-високият връх е Църни връх със своите 1 142 м. 

## География
Дели Йован принадлежи към групата на Сръбските Карпати. Простира се в посока север - юг на около 20 км дължина. 
По билото минава вододелът на реките Равна, Поречка, Ясеница, Сиколска и Замна.

## Растителен и животински свят
Преобладават широколистните дъбови и букови вековни гори, докато иглолистните са по-малко разпространени.

## Стопанско значение
В района има залежи на ценни метали, особено злато, които все още не се разработват, но се проучват от британска компания. Открити са и малки находища на въглища. В южната част има оградено ловно стопанство, богато на дивеч, включително елени лопатари. В района се произвежда висококачествен пчелен мед.

## Туризъм
Поради релефа, добре запазената флора и фауна, както и чистия въздух, планината е изключително подходяща за туризъм. Изградени са множество маркирани екопътеки, включително и до най-високите точки. Откриват се гледки както към Неготинската низина, така и към Борската долина.